# الزيتون في الجزائر

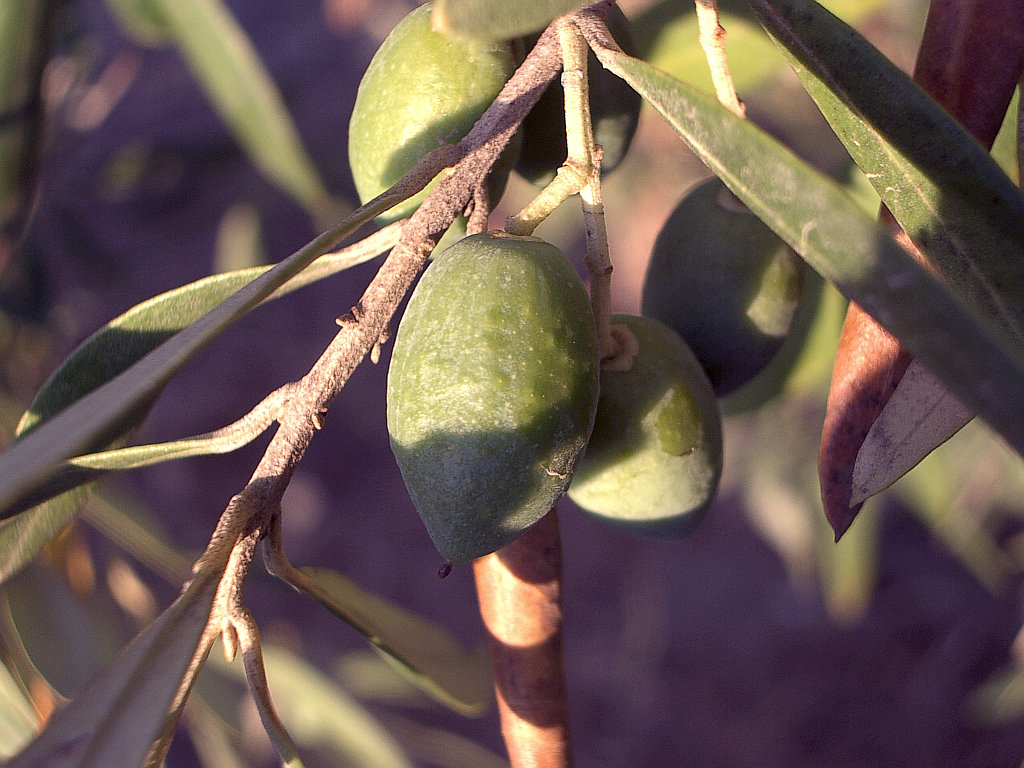
ثمار الزيتون

إن الجمهورية الجزائرية هي من البلدان الأكثر شهرة في منطقة جنوب البحر الأبيض المتوسط في مجال زراعة الزيتون حيث تخصص آلاف الهكتارات من أراضيها الفلاحية لزراعة أشجار الزيتون (1.68 مليون هكتار). وإذا استثنينا دول الاتحاد الأوروبي والجمهورية التونسية تصبح الجزائر من الدول الرائدة في قطاع زيت الزيتون.
وفي الواقع، تبذل الجزائر حاليا مجهودات كبرى لإعادة هيكلة وعصرنة هذا القطاع بغية تحسين جودة زيت الزيتون والزيادة في المساحة المخصصة لزراعة أشجار الزيتون.

## المكانة الاجتماعية والاقتصادية

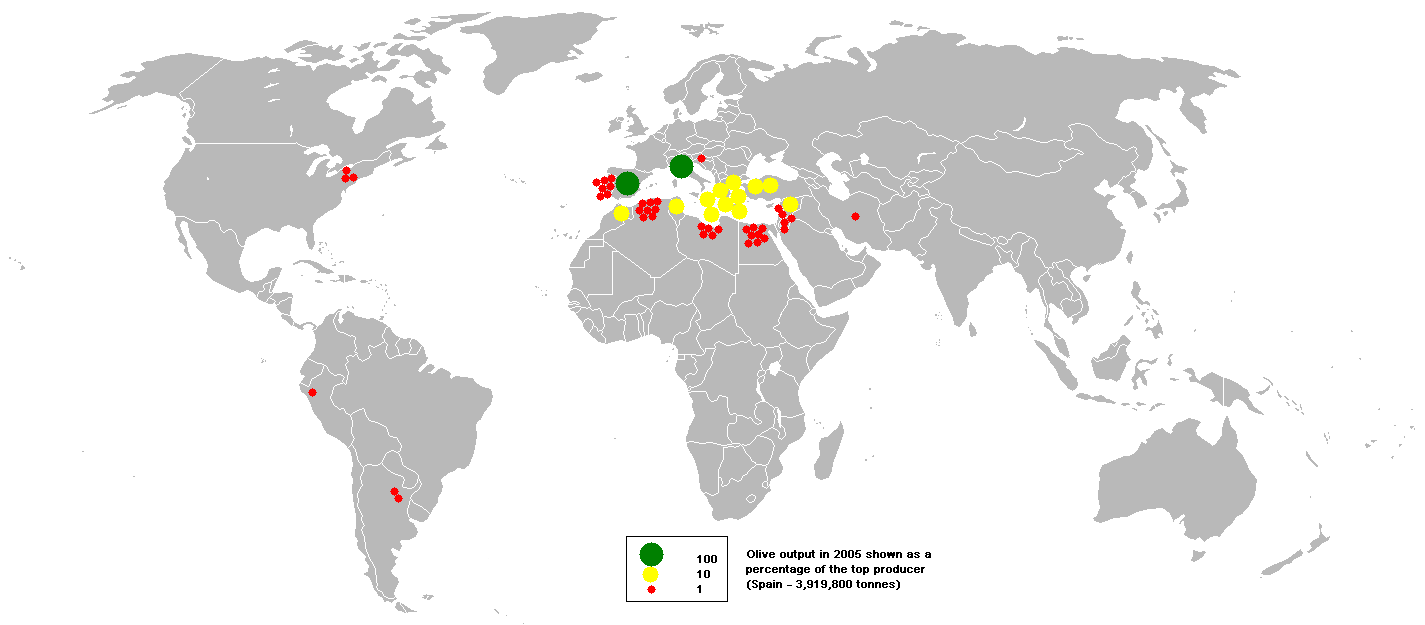
زراعة الزيتون

تلعب زراعة الزيتون دورا أساسيا في الحياة الاجتماعية والاقتصادية للبلاد الجزائرية حيث يمثل الزيتون 15 % من المنتوج الفلاحي للبلاد في حين يمثل زيت الزيتون 50 % من الإنتاج الفلاحي في المناطق الجبلية و5,5 % من الصادرات الفلاحية العامة للبلاد. وهو ما يجعلها تحتل مرتبة متقدمة على قائمة مصادر العملات الأجنبية.
كما يمثل قطاع الزياتين (زراعة شجر الزيتون وصناعة زيت الزيتون) مصدر عيش ورزق مباشر أو غير مباشر لأكثر من مليون شخص إضافة إلى كونه يوفر 34 مليون يوم عمل في السنة الواحدة وهو ما يعادل نسبة 20 % من التشغيل في القطاع الفلاحي.
وساهمت زراعة الزياتين في تنمية ودعم التوازن بين الجهات لكونها تبقى الزراعة الوحيدة المنتشرة بالمناطق الأكثر فقرا. ولا شك أن هذا يسمح ببقاء المواطنين بالمناطق الريفية ويقيها من خطر هجر السكان لها.

## الموارد والتوزع الجغرافي

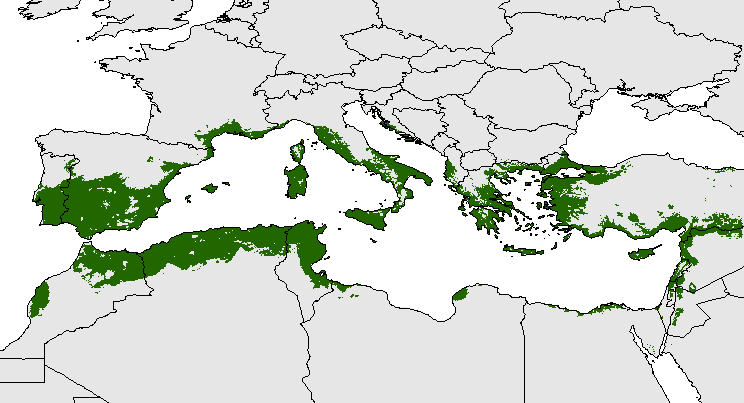
زراعة الزيتون

إن موارد البلاد الجزائرية للزيتون تقدّر بأكثر من 30 مليون شجرة، مزروعة على مساحة 780.000 هكتار من بينها 35.000 هكتار مخصصة للزياتين المصادق عليها.
وتعتبر زراعة الزياتين مصدر شغل لقرابة 135.000 شخص أي بنسبة 26% من مجل عدد العمال الفلاحيين الريفيين وتمثّل 24 % من نسبة الصادرات الفلاحية بمعدل 60.000 طن في العام.
وعلى الصعيد العالمي، تحتل الجزائر مرتبة متقدمة من حيث عدد أشجار الزيتون وفي ما يخص المساحات المزروعة بها.
فمعدّل كثافة المساحة الصالحة لزراعة الزياتين تتراوح ما بين 40 و 80 شجرة في الهكتار الواحد في المناطق التلية و 30 شجرة في الهكتار في المناطق الجبلية الممطرة والصالحة لإنتاج زيت الزيتون.
أمّا فيما يخص كثافة الأشجار المخصصة لإنتاج الزيتون الصالح للأكل بواسطة التخليل، فإنها تتراوح ما بين 80 شجرة في الهكتار في الحقول التلية، إلى 50 شجرة في الهكتار في المناطق الجبلية الممطرة.
كقاعدة عامّة، هنالك 50 شجرة زيتون في الهكتار في الشمال بالمقارنة مع 30 شجرة في الهكتار في الوسط و15 شجرة في الجنوب. وحاليا يتواجد 1.000 هكتار من الأراضي الخصبة التي تنتج معدّل 7 إلى 8 طنّ في الهكتار.

## أعمار أشجار الزيتون

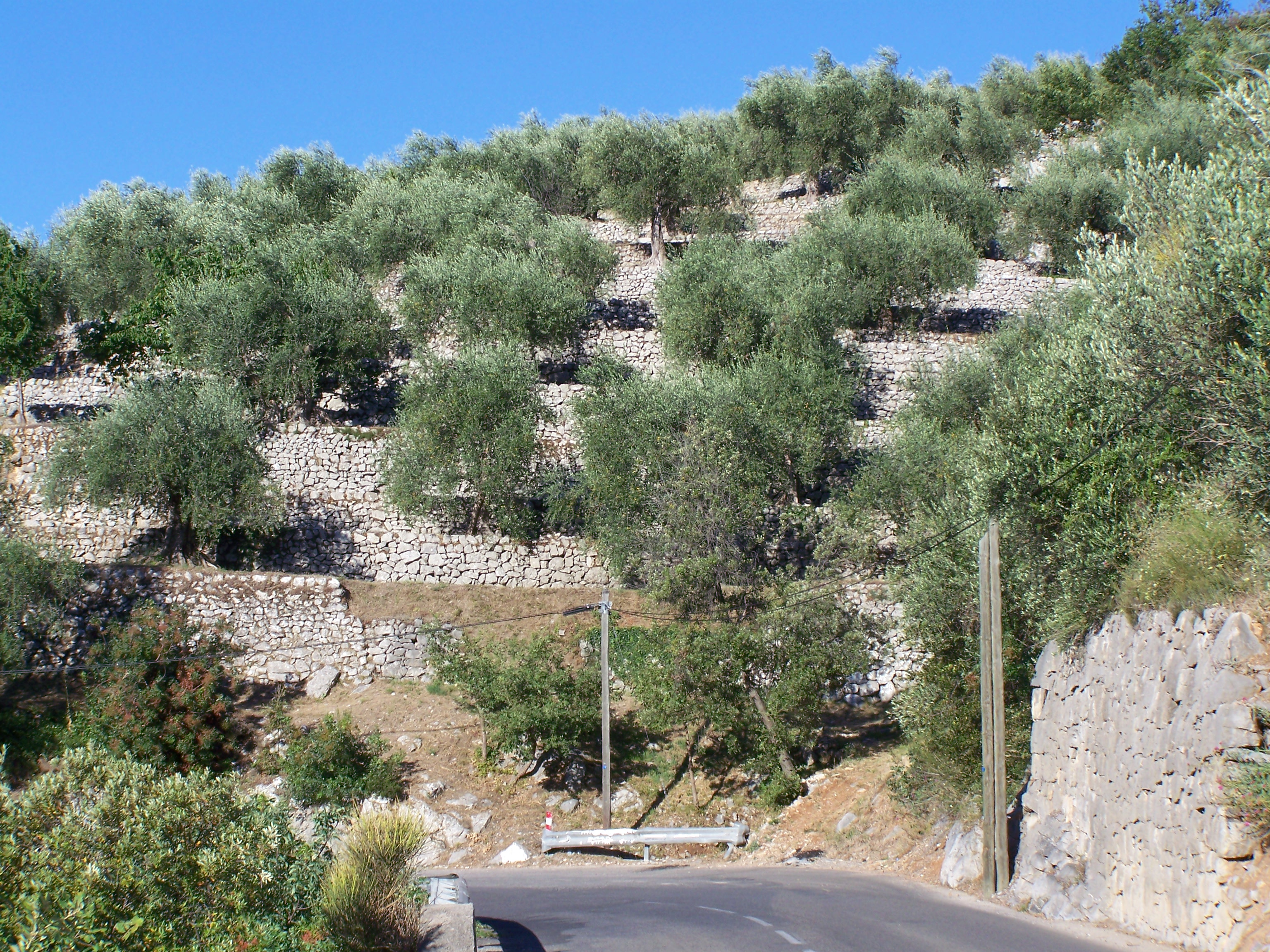
أشجار الزيتون

هناك ثلاثة أنواع من أشجار الزيتون المنتشرة في الجزائر مقسمة حسب عامل العمر:
1. الأشجار صغيرة العمر: 17 %
2. الأشجار متوسطة العمر: 58 %
3. الأشجار الطاعنة في السن: 25 %

## الانتشار الجغرافي
تتواجد أشجار الزيتون في جميع أنحاء البلاد الجزائرية من الشمال إلى الجنوب وتزرع إلى جانبها مواد أخرى كالحبوب في الشمال والحمضيات والعنب في منطقة القبائل، وبصفة أحادية في مناطق الهضاب العليا وجنوب الجزائر، وأن قرابة 90 % من المساحات المخصصة لزراعة الزيتون متواجدة في شمال الجزائر والهضاب العليا.

## الأصناف المنتشرة في الجزائر

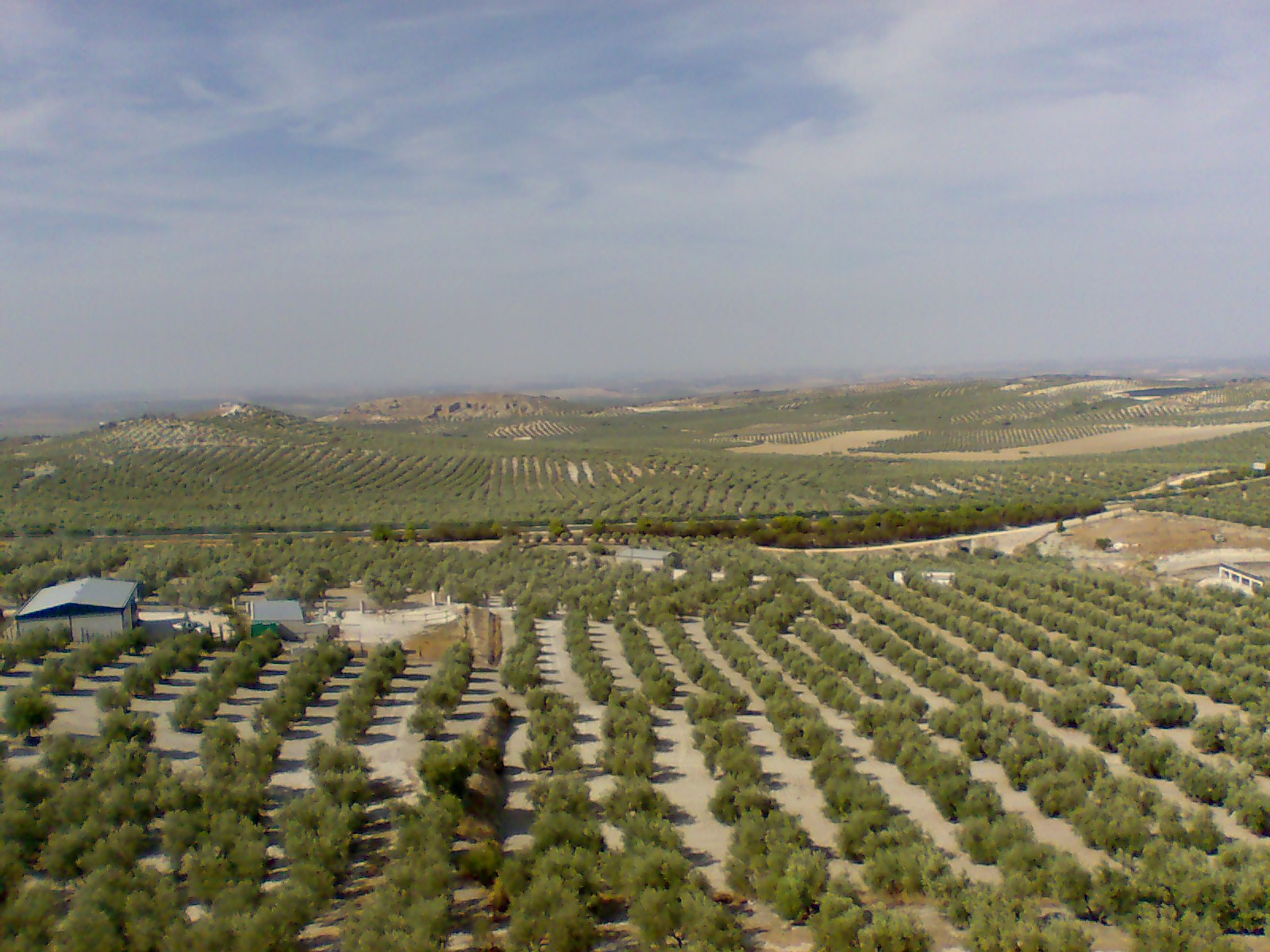
حقول الزيتون

1. أشملال: صنف جزائري، الثمرة صغيرة مستطيلة تزن 1 غ تقريباً، النواة ملساء سائبة عن اللحم تشكل 18% من وزن الثمرة، ونسبة زيت الزيتون من 15-20 % وتنضج الثمار من أكتوبر حتى نوفمبر وتستخدم لاستخراج الزيت، تنتشر زراعته في منطقة القبائل.[6]
2. أزراج: صنف منتشر في منطقة القبائل.
3. أزبلي.
4. أكرمة.
5. بلانكيت.
6. بوقنفوس.
7. تابلوط.
8. تاقسطيط.
9. حمرة.
10. روجات.
11. زلتاني.
12. سيق.
13. فرقاني.
14. ليملي.

## الصور

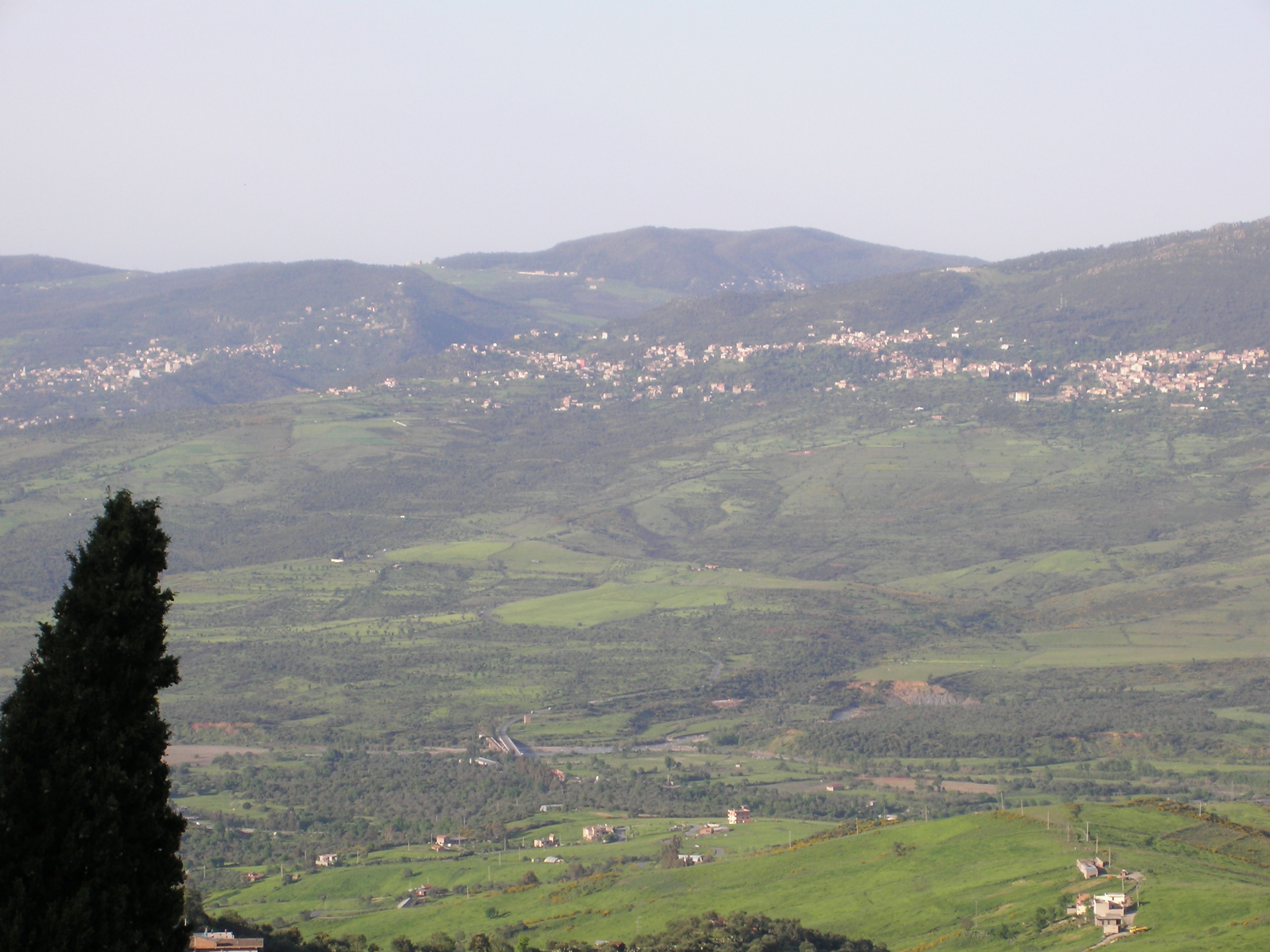
حقول "زيتون أشملال" في بلدية إيفيغاء ضمن ولاية تيزي وزو
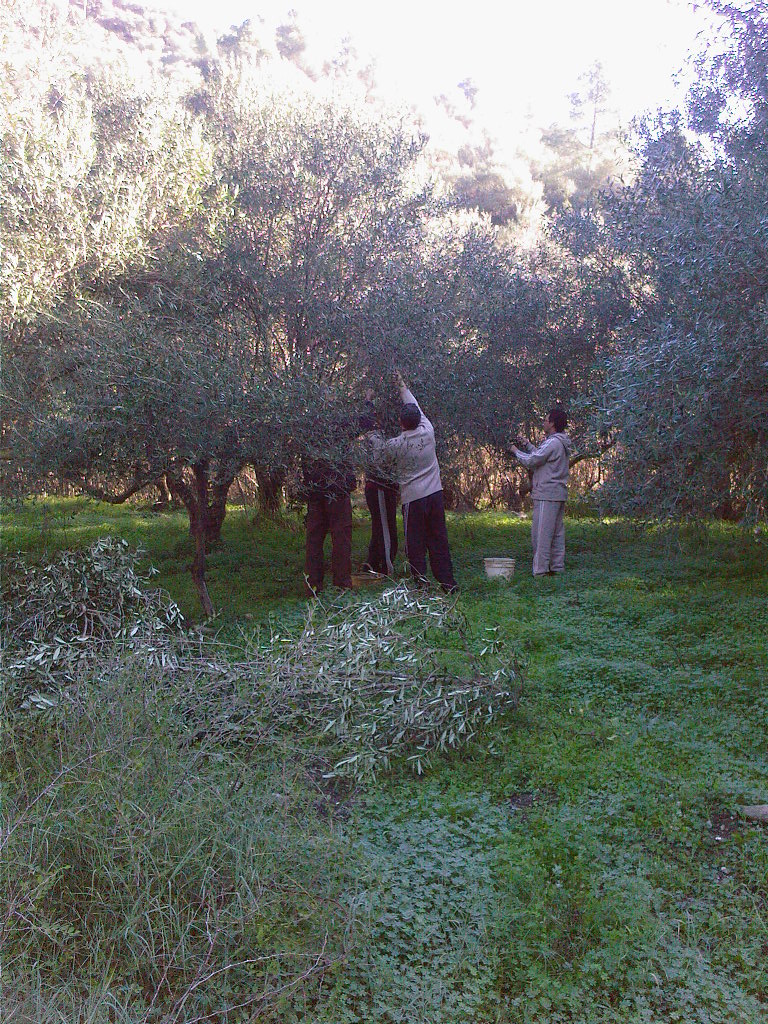
جني "زيتون أزراج" في بلدية عمال ضمن ولاية بومرداس